# IC 3265
IC 3265 је појединачна звијезда у сазвјежђу Дјевица која се налази на листи објеката дубоког неба у Индекс каталогу.
Деклинација објекта је + 7° 48' 12" а ректасцензија 12h 23m 58,9s.